# 圣马克卢 (厄尔省)
圣马克卢（法語：Saint-Maclou）是法国厄尔省的一个市镇，属于贝尔奈区（Bernay）伯泽维尔县（Beuzeville）。该市镇总面积5.56平方公里，2009年时的人口为559人。

## 人口
圣马克卢人口变化图示